# 馮寄台

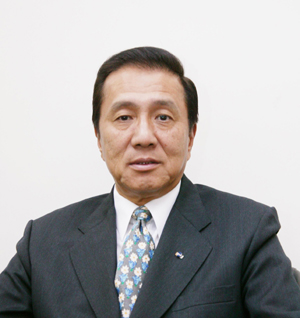

馮寄台（1947年11月17日—），生於台灣高雄市，中華民國資深外交官，現任中信金融管理學院董事長以及中信兄弟球團聘任之最高顧問。馮寄台的父親馮冠武亦為外交官，自幼即隨父親的職務調動而輾轉於日本、台灣、玻利維亞及美國等地學習並完成學業；最高學歷為美國哈佛大學公共行政碩士。

## 生平
馮寄台的父親馮冠武為外交官。所以馮寄台自幼即隨父親的職務調動而輾轉到各國就學，1960年先後就讀於日本東京都港區立高陵中學校及省立建國中學初中部，隨著外交官父親到處外派的結果，於1968年才從玻利維亞帕特高中畢業，接著於1973年大學畢業於美國北達科他州立大學，主修國際關係，又於1978年取得美國哈佛大學公共行政碩士。
馮曾任職中華民國駐美國大使館、中華民國外交部禮賓司司長、駐多明尼加共和國特命全權大使等職。曾任職臺灣中國廣播公司海外部主任、中央通訊社主任秘書、中央日報社國際版主任。
根據台灣《總統府公報》，馮自1997年李登輝總統任內即擔任外交部禮賓司司長，直至2003年。
2003年4月17日，經外交部部長簡又新推薦，陳水扁總統特任馮為中華民國駐多明尼加共和國特命全權大使；2003年5月21日宣誓就職，2006年7月27日奉准退職。 
2008年總統大選中，馮擔任馬英九蕭萬長競選團隊的國際事務部主任，同年8月，接任許世楷請辭後的臺北駐日本經濟文化代表處代表一職。馮於任內推動設立札幌辦事處、羽田機場與松山機場對飛班機及台日青年打工渡假等增進雙方交流的措施。

## 荣誉

### 中华民国勋章奖章
- 二等景星勋章（2008年9月26日于台北总统府颁发[2]）

### 外国勋章奖章
- 哥伦布银质大十字勋章（多米尼加，2007年[3]）
- 旭日重光章（日本，2018年4月29日公布[4]，2018年5月8日于东京皇居颁发[5]）

## 著作
著有《他比總統先到》、《一次搞丟兩個總統》等書。